# Privilegium Maius

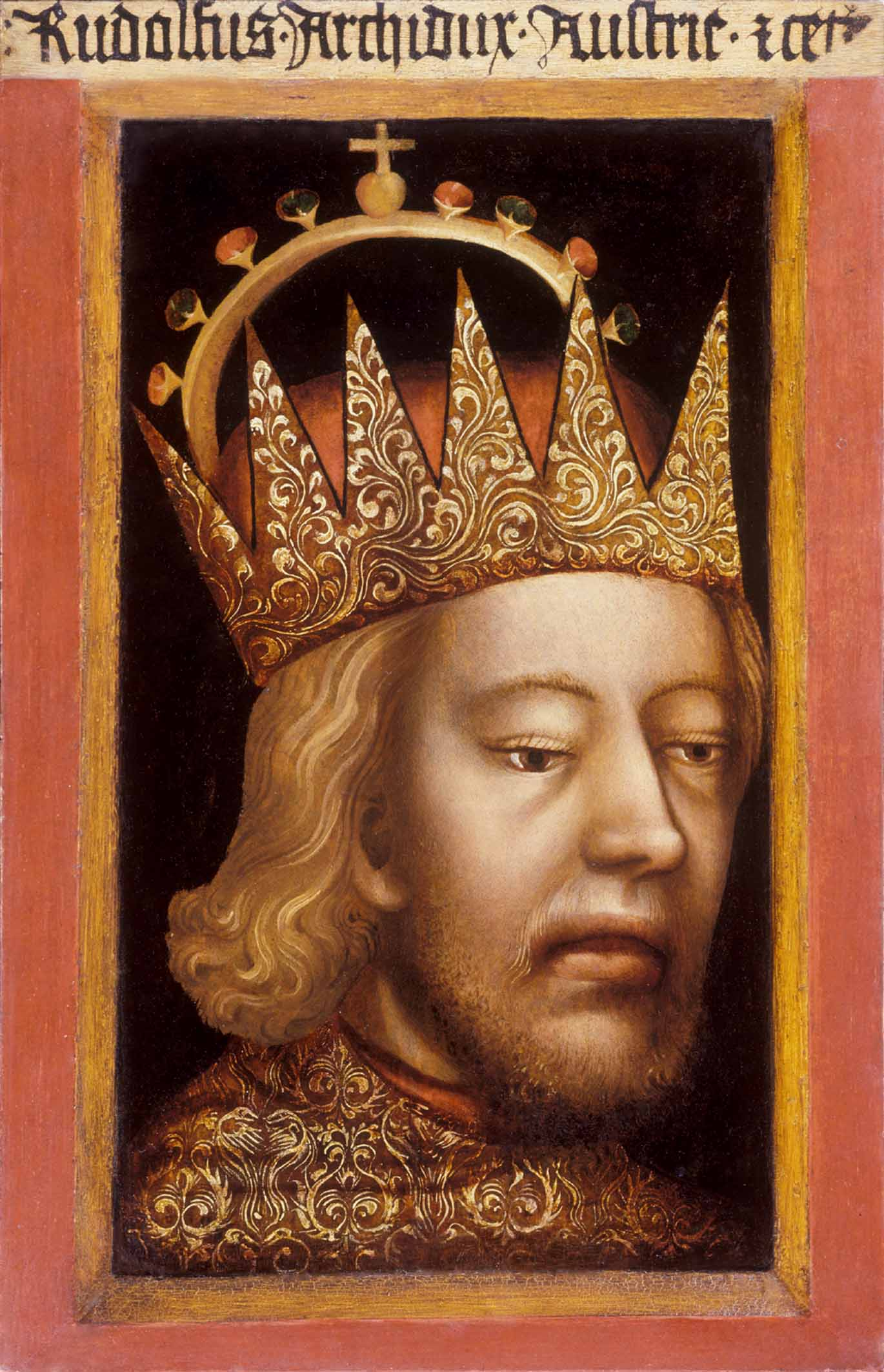
Średniowieczny portret Rudolfa IV jako Archidux Austriae w uzurpowanej koronie arcyksiążęcej

Privilegium Maius (łac. przywilej większy) – fałszywy dokument wystawiony dla księcia Austrii Rudolfa IV Habsburga na przełomie 1358/1359. 
Wobec niezaliczenia Austrii w poczet elektorów Rzeszy w Złotej Bulli cesarza Karola IV Luksemburskiego, aby podnieść rangę swojego księstwa, książę Rudolf zlecił stworzenie serii fałszywych dokumentów, które miały potwierdzić nadanie przywilejów dla Austrii w przeszłości. Wystawcami tych szczególnych przywilejów dla ziem prowincji Noricum późniejszej Austrii mieli być m.in. rzymscy władcy Juliusz Cezar i Neron. Najważniejszym fałszerstwem było tzw. Privilegium Maius, będące przeredagowaną wersją autentycznego Privilegium Minus. Oryginalny, starszy dokument wydany w 1156 r. przez cesarza Fryderyka Barbarossę podnosił Marchię Austriacką do rangi księstwa.
Cesarz Karol IV nie uznał dokumentów, gdy przedstawiono mu je do zatwierdzenia w 1360 roku w Norymberdze. Na fałszerstwo przywilejów nadanych rzekomo przez Cezara i Nerona wskazywał jeszcze Petrarka. Tytuł arcyksiążęcy usankcjonował dopiero w 1438 wywodzący się z dynastii habsburskiej cesarz i jednocześnie książę Austrii, Fryderyk III. 
Sfałszowany dokument:
- nadawał władcy Austrii tytuł arcyksięcia,
- przyznawał insygnia równe królewskim,
- wprowadzał niepodzielność terytorium księstwa,
- wprowadzał dziedziczność tronu opartą na primogeniturze[1],
- wprowadzał niezależną legislaturę i niezależne sądownictwo, bez możliwości odwołania się do cesarza.